# George Alencherry
George Alencherry (sinh 1945) là một Hồng y người Ấn Độ của Giáo hội Công giáo Rôma. Ông từng đảm nhiệm vị trí Đại Tổng giám mục Tòa Ernakulam–Angamaly của Giáo hội Syro-Malabars và Chủ tịch Hội đồng Giáo hội Syro-Malabars từ năm 2011 đến cuối năm 2023.

## Tiểu sử
Hồng y Alencherry sinh ngày 19 tháng 4 năm 1947 tại Thuruthy, Ấn Độ. Sau quá trình tu học, ông được truyền chức linh mục ngày 19 tháng 11 năm 1972 cho Tổng giáo phận Changanacherry của Giáo hội Syro-Malabars. Chủ sự nghi thức phong chức linh mục là Tổng giám mục Changanacherry Antony Padiyara.
Ngày 11 tháng 11 năm 1996, Tòa Thánh ra thông báo tuyển chọn linh mục Alencherry làm Giám mục chính tòa Giáo phận Thuckalay, giáo phận của Giáo hội Syro-Malabars. Tân giám mục đã được tấn phong sau đó vào ngày 2 tháng 2 năm 1997, bởi vị chủ phong là Tồng giám mục Chângcherry Joseph Powathil và  hai vị phụ phong gồm Giám mục Lawrence Ephraem Thottam từ Giáo phận Marthandom của Giáo hội Syro-Malankara và Giám mục Mathew Vattackuzhy của Giáo phận Kanjirapally từ Giáo hội Syro-Malanbars]]. Tân giám mục chọn khẩu hiệu:Service in dialogue of truth and love.
Ngày 24 tháng 5 năm 2011, Giáo hội Syro-Malabars bầu chọn Giám mục Alencherry làm Đại Tổng giám mục Tòa Ernakulam–Angamaly. Giáo hoàng Biển Đức ngày sau đó tái xác nhận cuộc bầu chọn này. Từ ngày 25 tháng 5, ông cũng đảm nhiệm vị trí Chủ tịch Hội đồng Giáo hội Syro-Malabars. Trong Công nghị Hồng y 2012 tổ chức ngày 18 tháng 2, Giáo hoàng Biển Đức XVI vinh thăng Đại Tổng giám mục Alencherry tước vị Hồng y Nhà thờ San Bernardo alle Terme. Ngày 14 tháng 10, tân hồng y đã đến đây nhận nhà thờ hiệu tòa của mình.
Ông từ nhiệm ngày 7 tháng 12 năm 2023, và Giáo phận lâm cảnh trống toà. Giáo hội đã chọn Giám mục Raphael Thattil làm Đại Tổng giám mục kế nhiệm hồng y Alencherry vào đầu tháng 1 năm 2024.